# 木星工廠

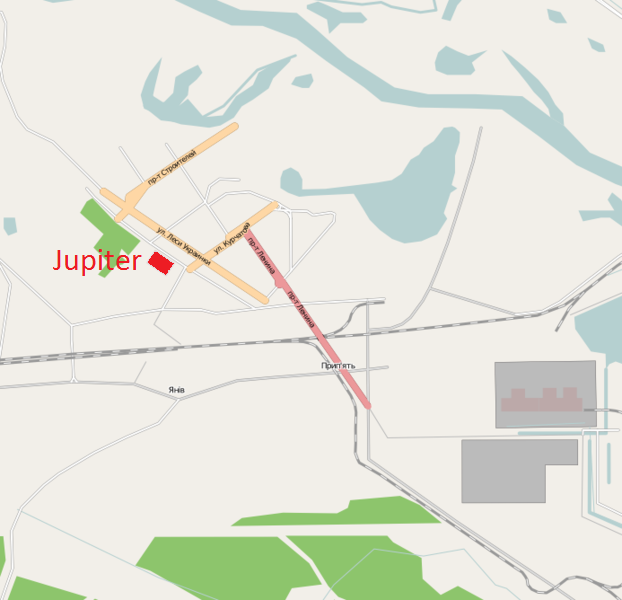
普里皮亞季市内木星工廠的OSM定位器地圖

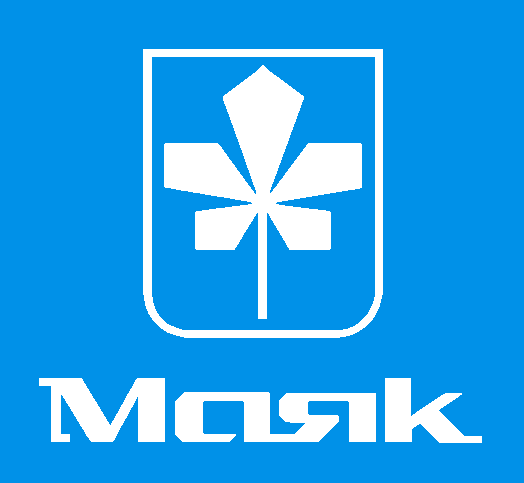
基輔馬雅克的標誌

木星工廠（俄语：或завод Юпитер）是位於烏克蘭北部車諾比隔離區普里皮亞季郊區的一座廢棄工廠。表面上是卡式錄音機和家用電器零件製造商，實際上卻秘密為軍方生產半導體組件，並設有機器人系統測試工房。 

## 歷史
由於普里皮亞季有很多接受過大學教育的人居住，蘇聯决定在該地區的郊區建立工廠以雇用這些人。這家工廠成為了繼車諾比核電廠後，當地的第二大雇主。工廠於1980年開始營運，雇用了約3,500名員工。官方宣稱，木星工廠是基輔的馬雅克工廠的分支機構  ，製造卡式錄音機與家電產品的電子零件。
但實際上，製造錄音機與電子零件都只是用來掩飾為軍方生產半導體這一事實的障眼法。新材料會在木星工廠的實驗室與工房測試，機器人部門也開發了各種機器人系統。
1986年車諾比核災導致普里皮亞季成為鬼城的一段時間後，一些員工回到此地，而工廠本身則轉型成一間放射實驗室，用於測試各種消除輻射污染的技術與開發劑量測定儀器，一直營運到1996年；現今已被遺棄。工廠的一些地方的放射性污染程度仍然高於安全值數倍，尤其是地下室。

## 流行文化
- 在遊戲《浩劫殺陣：混沌召喚》中，木星工廠被攻佔。
- Pink Floyd的歌曲〈Marooned〉的音樂錄影帶中出現了木星工廠。 [10]

## 實景

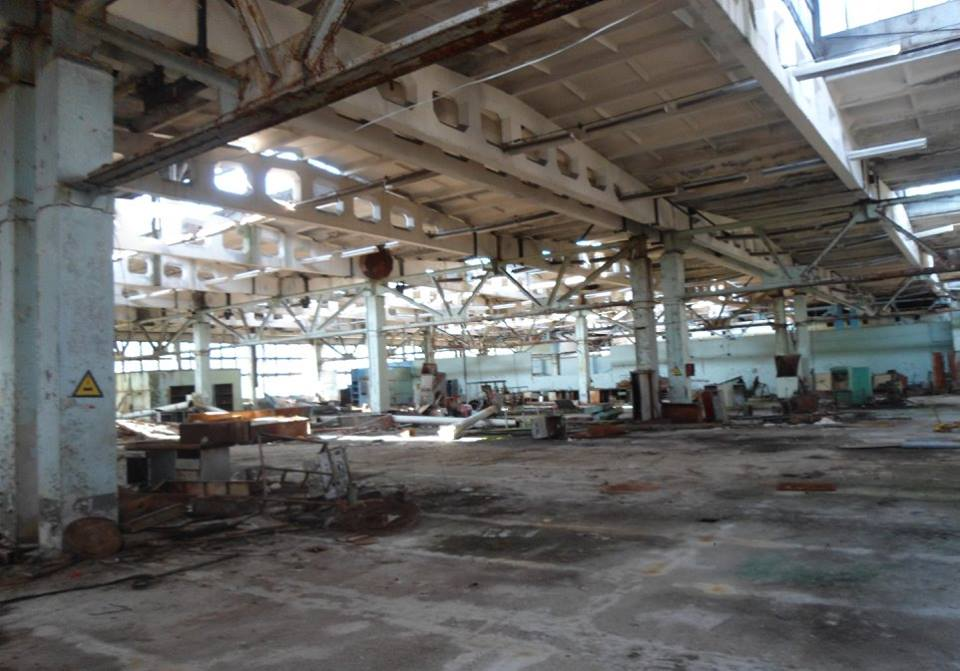
2016年8月
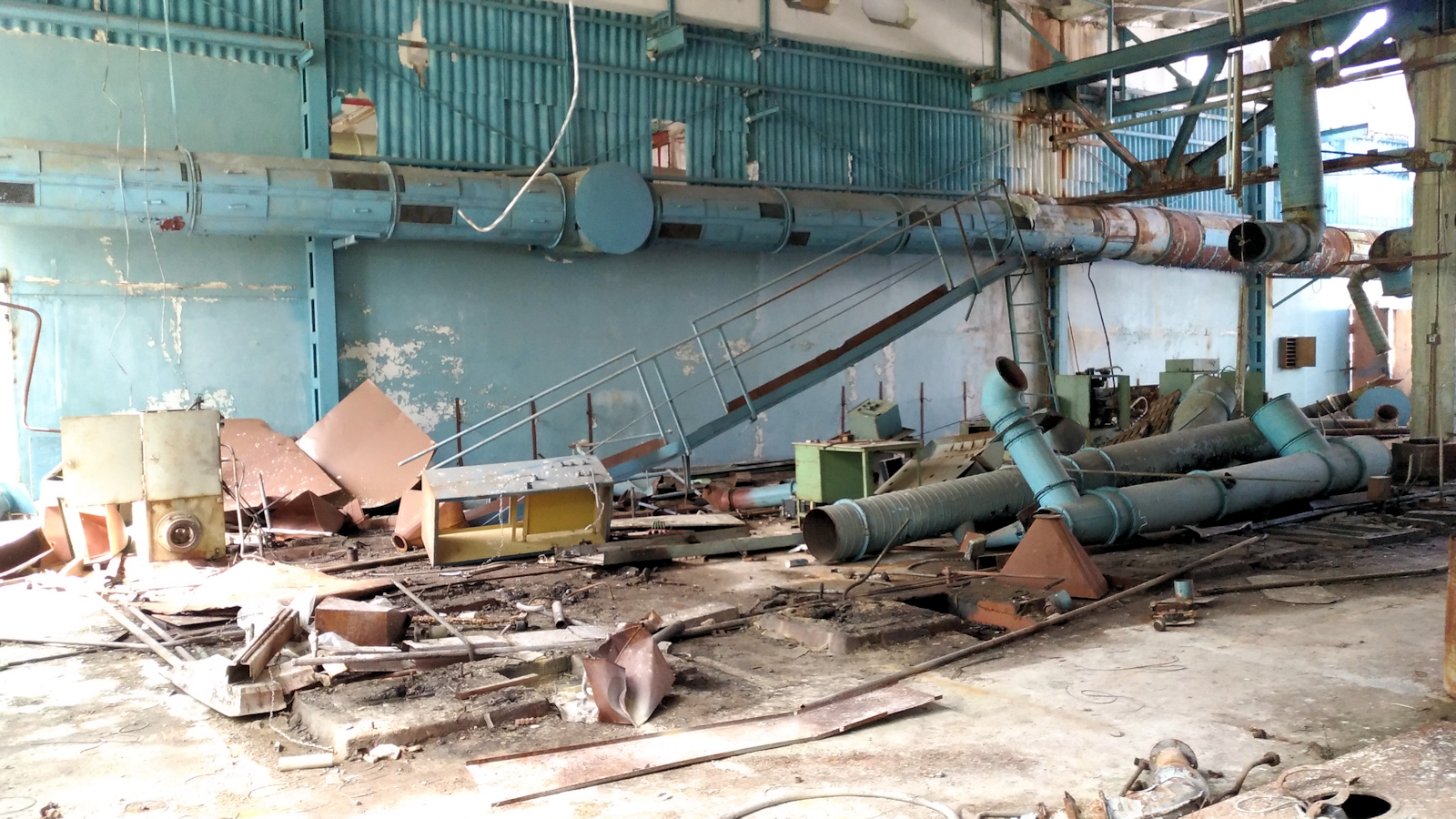
2019年6月
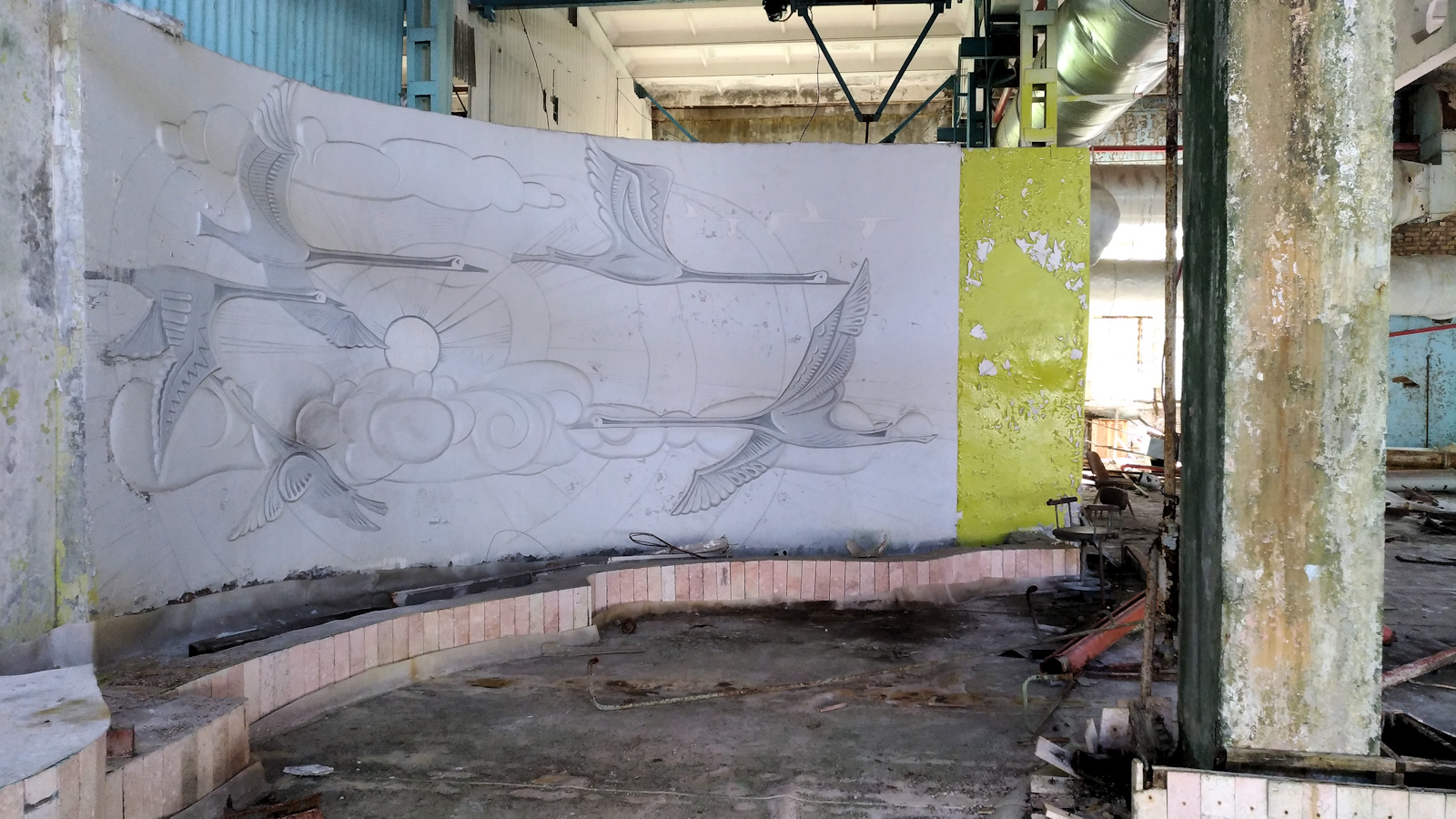
2019年6月
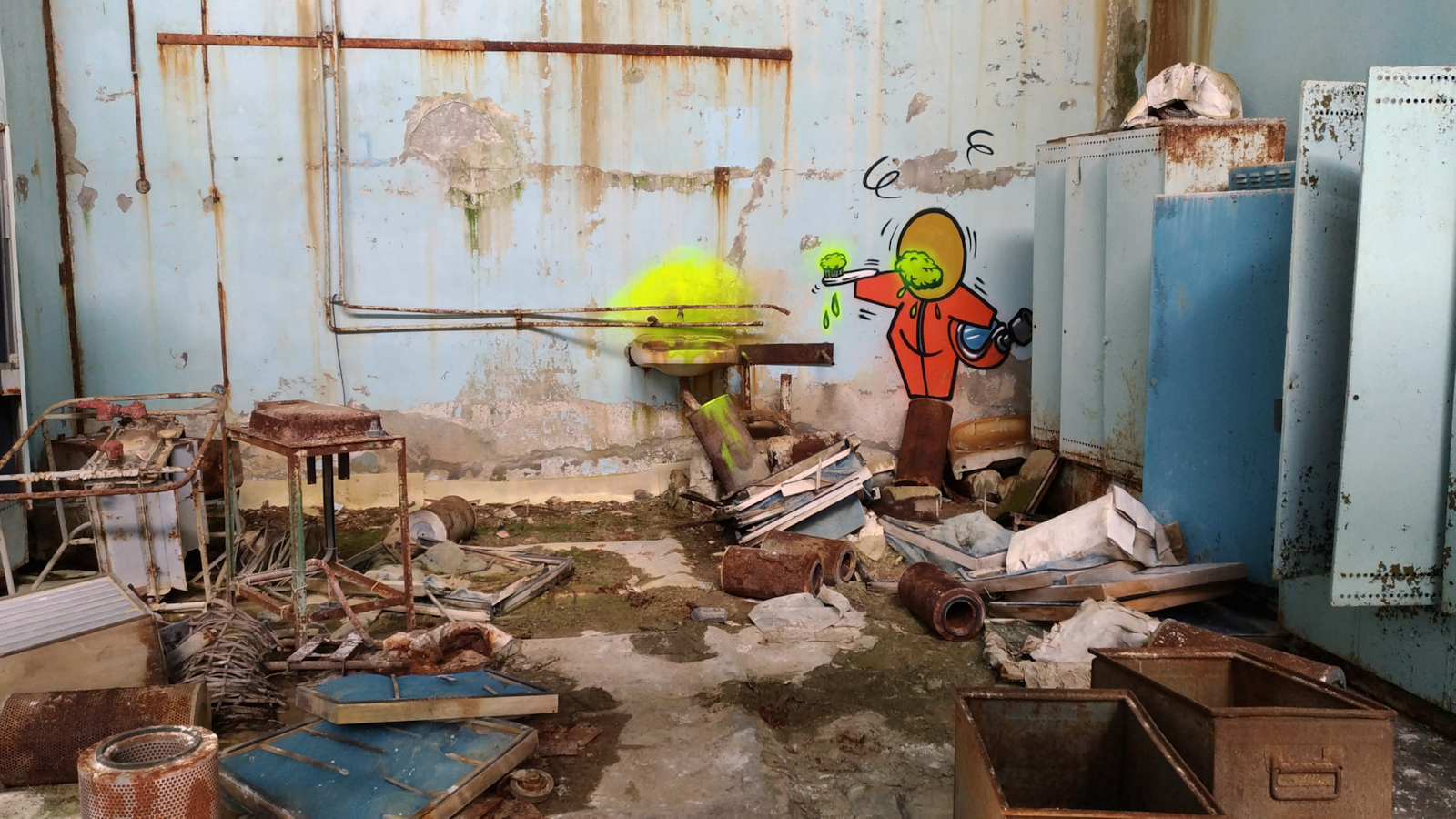
2019年6月
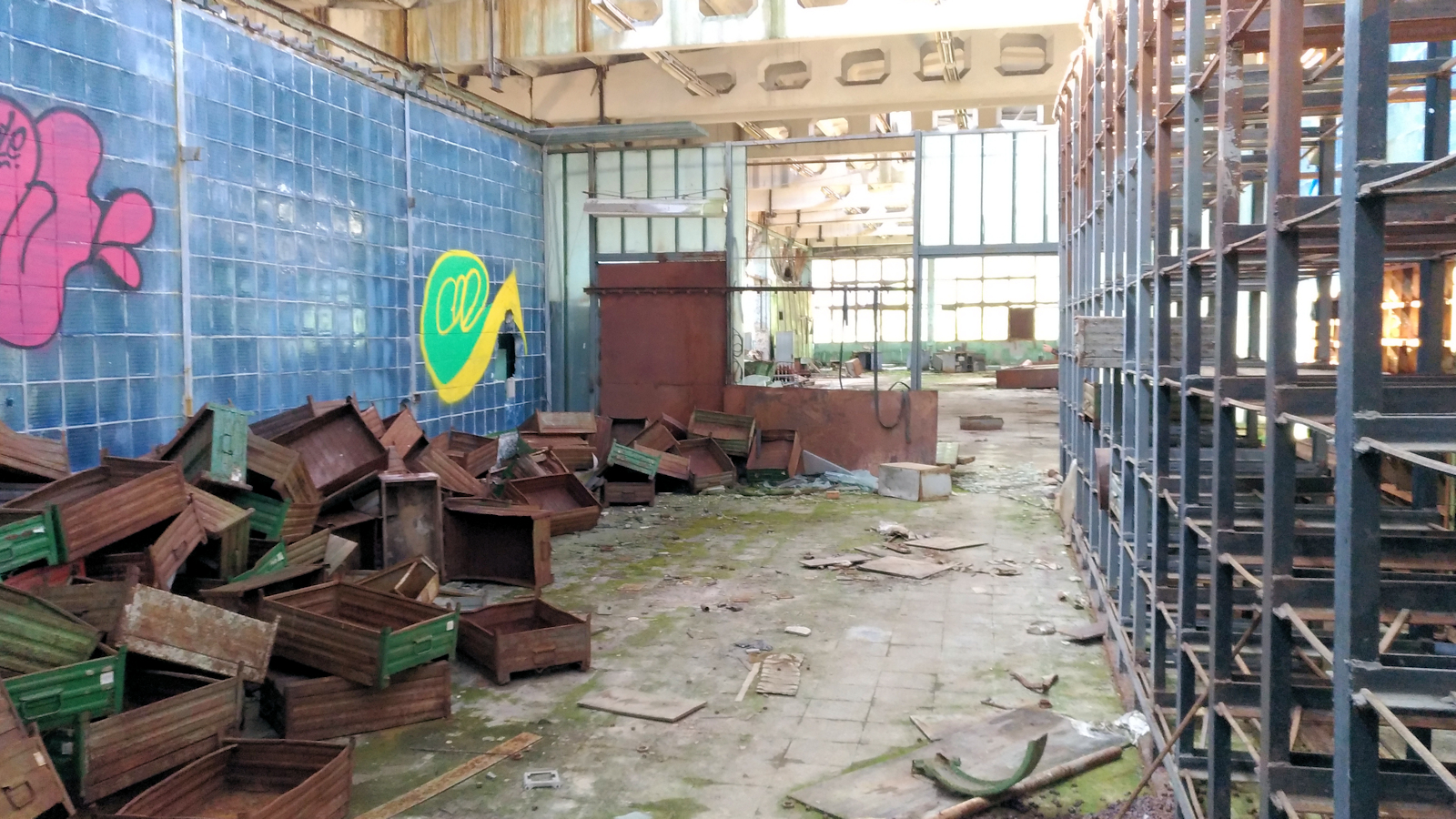
2019年6月
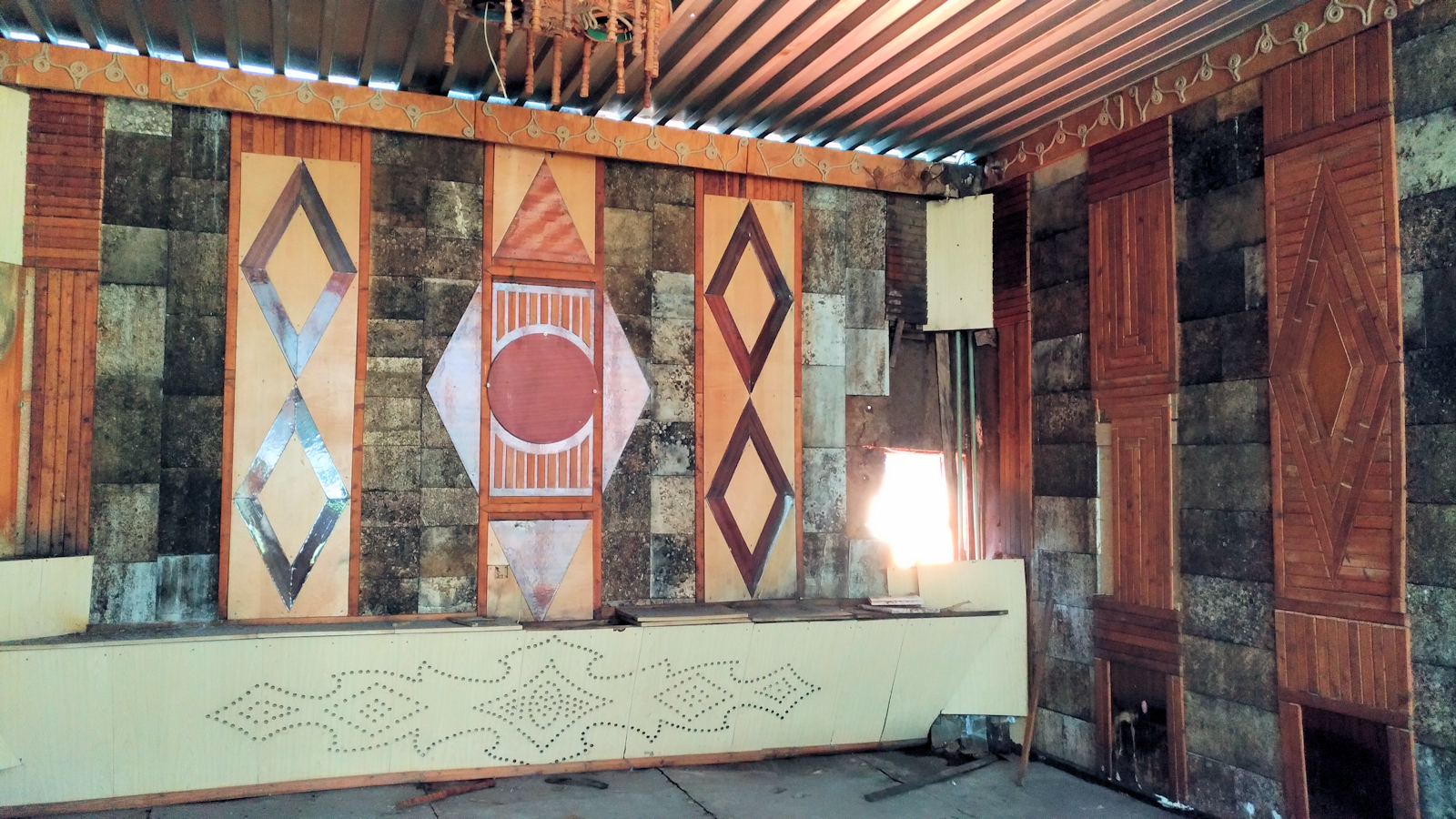
2019年6月

## 外部連結
维基共享资源上的相關多媒體資源：木星工廠
- chernobylgallery.com 上的木星工廠 （页面存档备份，存于）